# Piemonte Football Club
Piemonte Football Club a fost un club italian de fotbal cu sediul în Torino fondat în anul 1907. A participat la cinci ediții consecutive ale Campionatului italian de atunci numit Prima Categoria. Clubul a mai evoluat în calificările Torneo Internazionale Stampa Sportiva.
Clubul avea să se desființeze în 1915.